# Wandlungskerze

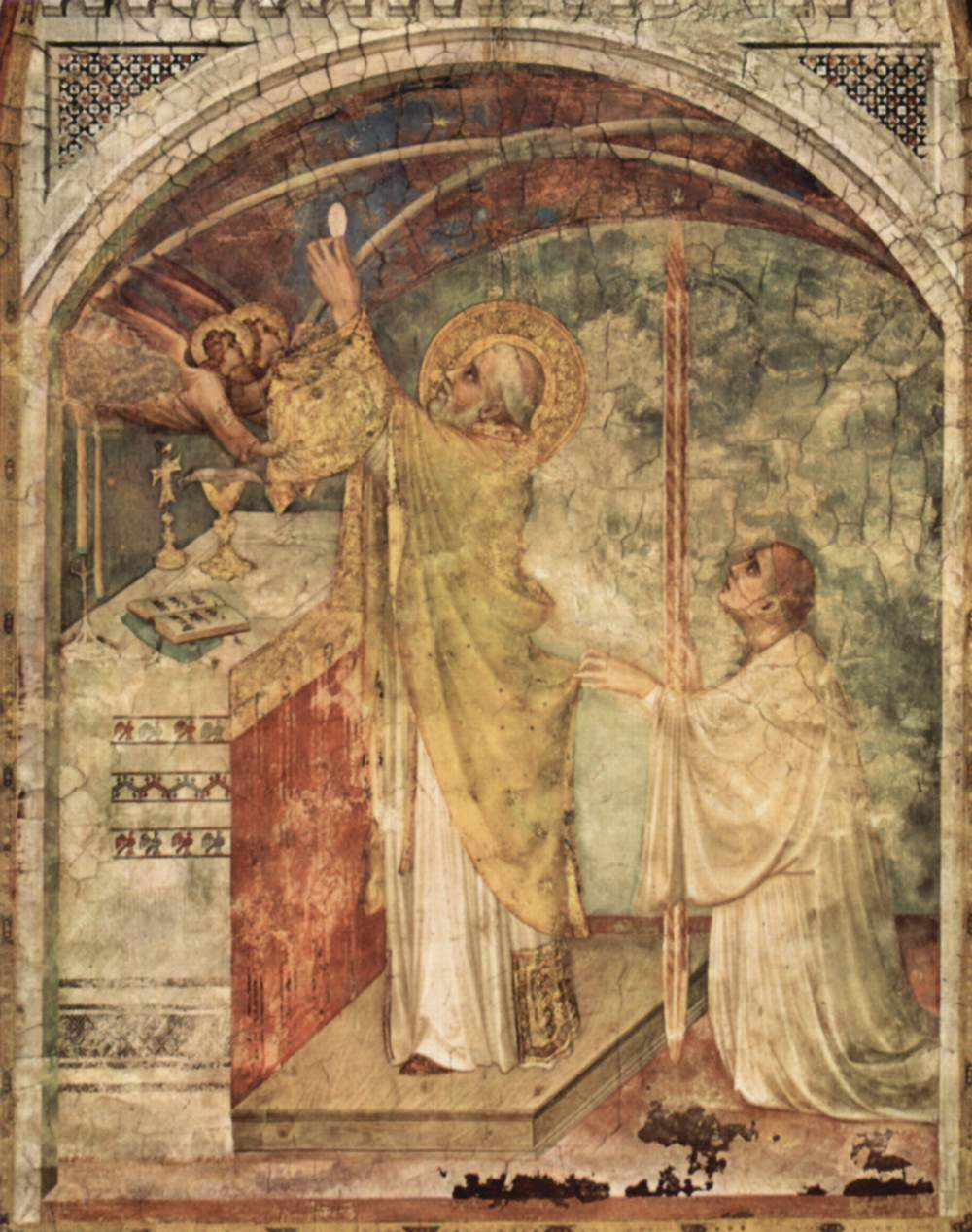
„Die Messe des hl. Martin“, Fresko von Simone Martini, Assisi, um 1325. Der Ministrant trägt die Wandlungskerze auf einer langen Stange.

Die Wandlungskerze, zuweilen auch Sanctuskerze genannt, ist eine Kerze, die in der sogenannten Tridentinischen Messe der katholischen Kirche zur Wandlung entzündet wird und die Realpräsenz Christi symbolisiert.

## Geschichte und Symbolik

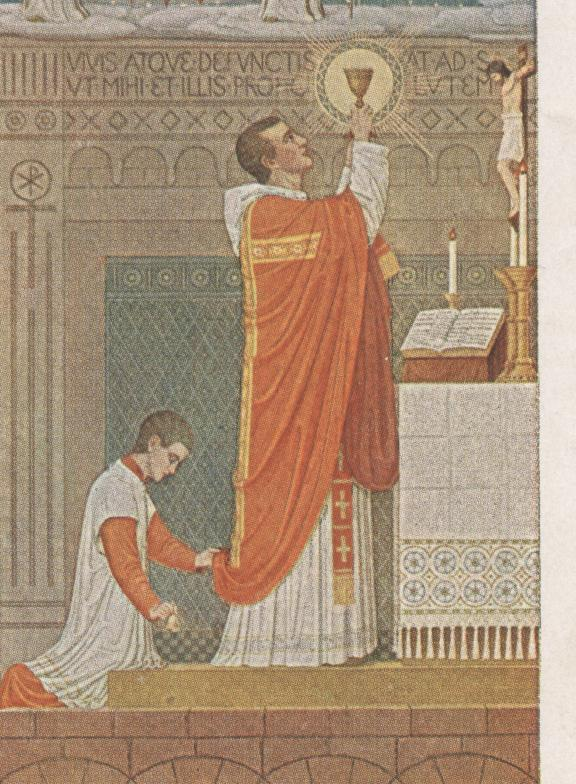
Messdarstellung aus der Beuroner Kunstschule, um 1910. Die Wandlungskerze mit Leuchter steht hinter dem Messbuch auf dem Altar.

Das Aufkommen der Wandlungskerze hängt eng mit der Einführung der Elevation (Erhebung) der Zelebrationshostie nach der Wandlung zusammen, die sich in der Heiligen Messe der Westkirche seit dem 12. Jahrhundert von Frankreich her ausbreitete. Die Elevation sollte die mitfeiernden Gläubigen mehr und bewusster an dem liturgischen Geschehen teilhaben lassen, außerdem förderte sie die Anbetung der Eucharistie als Leib Christi. Etwas später setzte sich auch die anschließende Elevation des Kelches durch; in den meisten östlichen Liturgien kennt man hingegen zur Wandlung keine Erhebung der eucharistischen Gestalten.

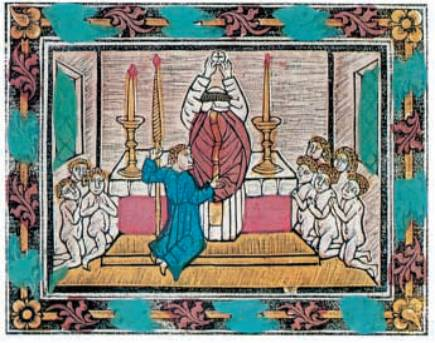
Miniatur aus den „Meditationes“ von Johannes de Turrecremata, 1479. Der Messdiener trägt eine Wandlungskerze, die aus einem langen Stab mit gewickeltem Wachsstock besteht.

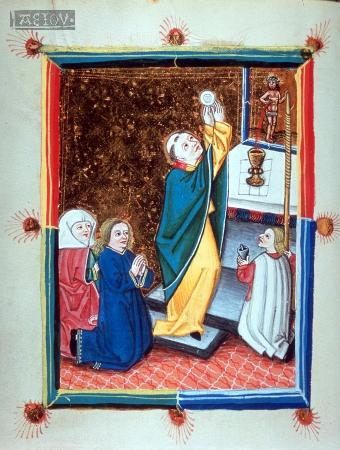
Miniatur aus einem Wiener Gebetbuch um 1470, die Wandlungskerze als langer Stab, umwickelt mit einem Wachsstock.

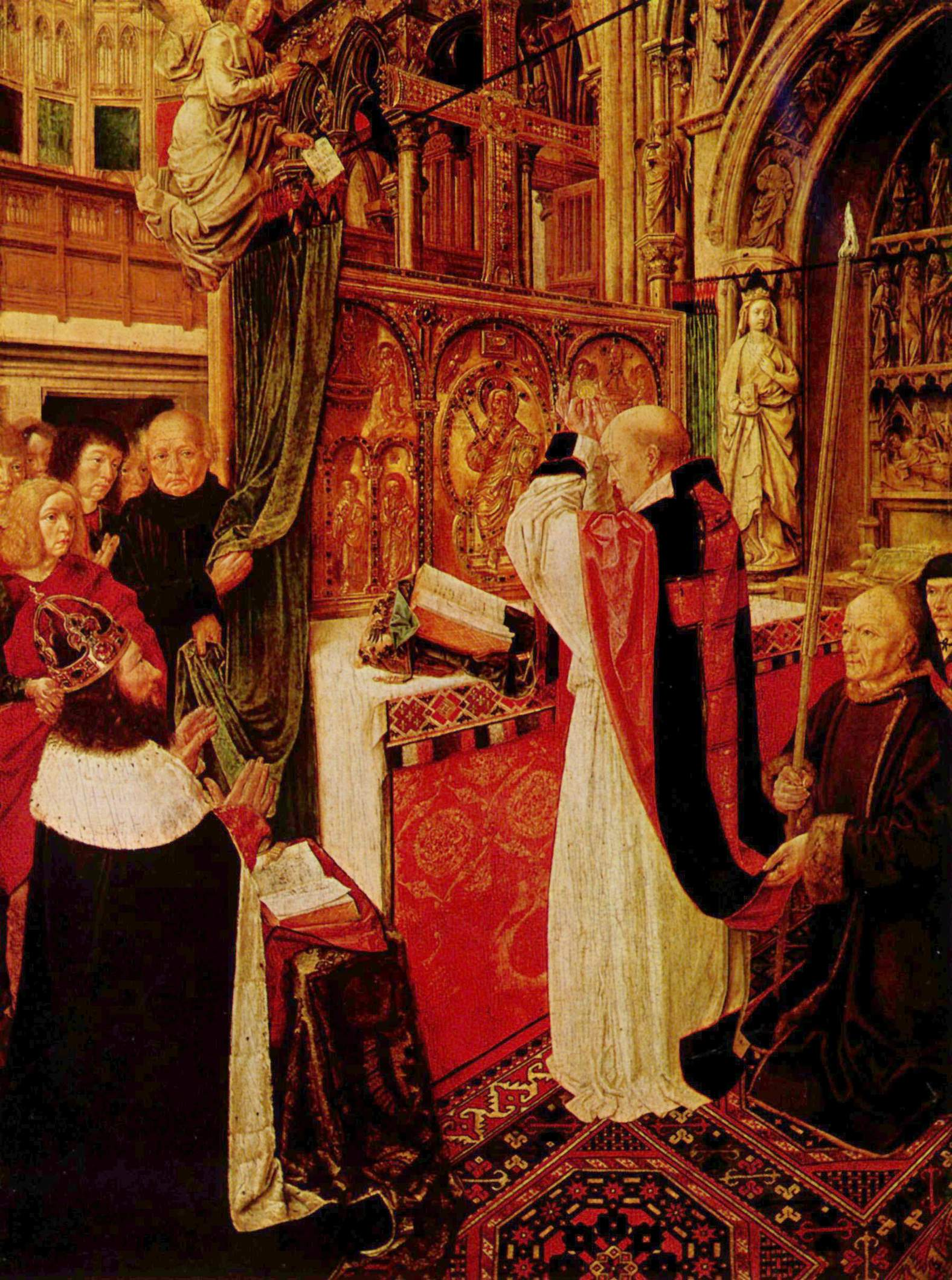
Messdarstellung um 1500. Der Ministrant trägt die Wandlungskerze auf einer langen Stange. (Meister des Heiligen Ägidius)

Zunächst hatte die Kerze bei den oft diffusen Lichtverhältnissen im Mittelalter einfach den praktischen Zweck, die eben gewandelte und dem Volk durch Hochheben gezeigte Hostie zu beleuchten, um sie überall im Kirchenraum sichtbar zu machen. Zuweilen war es gleichzeitig üblich, vor dem Altar einen Vorhang aus dunklem Stoff auszuspannen, damit die davor erhobene, weiße Hostie zusätzlich noch einmal abstach und umso besser gesehen werden konnte. Daraus erklärt sich auch, wieso auf alten Darstellungen die Wandlungskerze entweder auf einer hohen Stange sitzt oder einfach als langer Stab mit einem darum gewickelten Wachsstock (zu einem Bündel gerollte Kerze) erscheint, denn sie sollte vom Ministranten oder Akolythen in die gleiche Höhe wie die erhobene Hostie gehalten werden, um diese zu beleuchten.
Diese ursprüngliche Intention belegt deutlich eine Instruktion aus dem Kartäuserorden um 1250, welche ausführt: „Wenn die Messe frühmorgens gelesen wird und der Leib Christi sonst nicht gesehen werden kann, darf der Diakon hinter dem Priester eine gut leuchtende Kerze halten, Vorschrift ist das aber nicht.“
Allmählich – auch durch die Verbesserung der Beleuchtungsmöglichkeiten – trat der praktische Zweck der Wandlungskerze mehr und mehr in den Hintergrund und sie wurde selbst zu einem liturgischen Symbol im Messablauf.
Wie das Ewige Licht in den katholischen Gotteshäusern die permanente, sakramentale Anwesenheit Christi im Tabernakel symbolisiert, so wurde die Wandlungskerze zum gleichen Symbol im liturgischen Ablauf der Messe. Sie sollte den Gläubigen anzeigen, dass die Messe zur Wandlung fortgeschritten war, ab der Christus auf dem Altar präsent ist. Dementsprechend wurde sie unmittelbar vor Beginn der Wandlung am Ende des Sanctus entzündet – deshalb auch zuweilen die Bezeichnung Sanctuskerze – und gelöscht, sobald das Allerheiligste wieder in den Tabernakel reponiert wurde.
Überdies unterstrich eine zusätzliche Kerze die besondere Bedeutung des Augenblicks, steigerte seine Feierlichkeit und lenkte die Aufmerksamkeit der Gläubigen auf das gerade stattfindende Geschehen. Aus ähnlichen Beweggründen entzündete man früher bei Gericht zwei Kerzen, wenn jemand Gott zum Zeugen anrief und einen Eid leistete.
Dem nunmehr eher liturgisch-symbolischen Charakter der Kerze entsprechend, wurde die Wandlungskerze kürzer und die hohen Stangen kamen außer Gebrauch. Man ging dazu über, die Kerze auf einem festen Leuchter neben dem Altar zu stellen und zur entsprechenden Zeit im liturgischen Ablauf anzuzünden bzw. zu löschen. In einer Variante des Ritus stellte der Messdiener am Ende des Sanctus eine brennende Kerze auf die Altarmensa, löschte sie nach dem Reponieren des Allerheiligsten wieder und trug den Leuchter weg.
Die Wandlungskerze war zunächst nur regional verbreitet. Im Mittelalter setzte sich der Brauch allgemein durch, verschwand jedoch wieder weitgehend und stellte schließlich – außer in Klöstern und bei besonderen Anlässen – in der Neuzeit, auch schon vor der Liturgiereform von 1968, eher eine Seltenheit dar. Am stärksten war die Tradition damals noch im Dominikanerorden verwurzelt. Nach der begrenzten Wiederzulassung der Liturgie von 1962 erlebte die Wandlungskerze eine Renaissance in der traditionellen Liturgie als bewusste Rückbesinnung auf bewährte und sinnträchtige Zelebrationselemente. Der Brauch wird inzwischen in vielen katholischen Gemeinschaften beachtet und ist nicht zuletzt von dem Schriftsteller Martin Mosebach, einem Vordenker der neuen traditionell-liturgischen Bewegung, angeregt und wiederbelebt worden.